# Bylgides groenlandicus
Bylgides groenlandicus är en ringmaskart som först beskrevs av Anders Johan Malmgren 1867.  Bylgides groenlandicus ingår i släktet Bylgides och familjen Polynoidae. Inga underarter finns listade i Catalogue of Life.